# گلن استرومبری
گلن استرومبری (سوئدی: Glenn Strömberg؛ زادهٔ ۵ ژانویهٔ ۱۹۶۰) بازیکن فوتبال اهل سوئد بود.
از باشگاه‌هایی که در آن بازی کرده‌است می‌توان به باشگاه فوتبال گوتبورگ، باشگاه ورزشی بنفیکا، و باشگاه فوتبال آتالانتا اشاره کرد.
وی همچنین در تیم‌های ملی فوتبال زیر ۲۱ سال سوئد و سوئد بازی کرده‌است.